# Васубандху
Васубандху е индийски Будистки учител (3-ти или 4-ти век) – монах, който заедно със своя полубрат Асанга е сред главните основатели на школата Йогачара. Някои автори смятат, че има двама различни учители с това име. Смятан за един от най-влиятелните учители в историята, той е почитан като двадесет и първи или съответно двадесет и седми патриарх на Зен в зависимост от начина на отброяване, а също и като втори патриарх на школата Джодо Шиншу.
Роден в Гандхара в браминско семейство, той постъпва в манастир на Хинаяна школата Вайбашика Сарвастивада, където изучава Абидхарма. По-късно, повлиян от брат си Асанга преминава към Махаяна и съставя множество трактати на школата Йогачара. Създава както Махаяна манастири, така и на първоначалната си школа Сарвастивада.

## Трактати
- Коментари към Махаяна самграха
- Дашабхумикабхашя (Десет стъпала)
- Чатухшатака шастра (Четиристотин Химна)
- Махаяна шатадхарма пракашамукха шастра (Ясно въведение към 100 Махаяна дхарми)
- Амитаюс сутропадеша (Коментари към Амитаюс Сутра)

- Сукхавати-вюхопадеша (Беседа за чистата земя)
- Виджняптиматра Шастра
- Кармасидхипракарана (Трактат за действието)